# Magdalenaea limae
Magdalenaea limae là một loài thực vật có hoa trong họ Huyền sâm. Loài này được Brade mô tả khoa học đầu tiên năm 1935.